# 칼데네

칼데네(Chaldene)는 목성의 위성이다. 지름은 약 3.8km이다.
2000년 스콧 S. 셰퍼드(Scott S. Sheppard)가 주도하는 하와이 대학의 천문학자 팀에 의해 발견되었으며 임시 지정 S/2000 J 10이 부여되었다.
칼데네는 직경이 약 3.8km이며, 평균 거리 22,713,000km에서 759.88일 동안 목성을 공전하며, 황도에 대해 167°(목성의 적도에 대해 169°) 기울어져 역행 방향으로 이심률은 0.2916이다.
2002년 10월 그리스 신화에 나오는 제우스가 솔리모스의 어머니인 칼데네의 이름을 따서 명명했다.
23~24Gm 범위의 거리와 약 165°의 기울기로 목성을 공전하는 불규칙한 역행 위성으로 구성된 카르메(Carme) 그룹에 속한다.